# Fangtai (sockenhuvudort i Kina, Jiangxi Sheng, lat 26,51, long 115,39)
Fangtai är en sockenhuvudort i Kina. Den ligger i provinsen Jiangxi, i den sydöstra delen av landet, omkring 250 kilometer söder om provinshuvudstaden Nanchang. Antalet invånare är 15 380. Befolkningen består av 7 420 kvinnor och 7 960 män. Barn under 15 år utgör 22,0 %, vuxna 15-64 år 68 %, och äldre över 65 år 8,0 %.
Runt Fangtai är det ganska tätbefolkat, med 192 invånare per kvadratkilometer. Närmaste större samhälle är Gaoxing, 13,3 km sydväst om Fangtai. I omgivningarna runt Fangtai växer i huvudsak blandskog.
Genomsnittlig årsnederbörd är 1 925 millimeter. Den regnigaste månaden är maj, med i genomsnitt 327 mm nederbörd, och den torraste är oktober, med 21 mm nederbörd.